# Campionati del mondo di atletica leggera 2003 - Salto in lungo maschile
La gara di salto in lungo maschile si è tenuta il 27 e 29 luglio 2003.

## Risultati

### Qualificazioni
| Pos | Gruppo A                      | Misura |
| --- | ----------------------------- | ------ |
| 1.  | Yago Lamela (ESP)             | 8.19 m |
| 2.  | Dwight Phillips (USA)         | 8.12 m |
| 3.  | Ignisious Gaisah (GHA)        | 8.01 m |
| 4.  | Bogdan Tarus (ROU)            | 7.98 m |
| 5.  | Luis Felipe Méliz (CUB)       | 7.97 m |
| 6.  | Osbourne Moxey (BAH)          | 7.97 m |
| 7.  | Hussein Al-Sabee (KSA)        | 7.97 m |
| 8.  | Salim Sdiri (FRA)             | 7.94 m |
| 9.  | Siniša Ergotic (CRO)          | 7.87 m |
| 10. | Kareem Streete-Thompson (CAY) | 7.87 m |
| 11. | Olexiy Lukashevych (UKR)      | 7.85 m |
| 12. | Nathan Morgan (GBR)           | 7.83 m |
| 13. | Nikolay Atanasov (BGR)        | 7.79 m |
| 14. | Dimitrios Filindras (GRC)     | 7.72 m |
| 15. | Gable Garenamotse (BOT)       | 7.57 m |
| 16. | Danil Burkenya (RUS)          | 7.52 m |
| 17. | Harmon Harmon (COK)           | 6.40 m |
| —   | Hatem Mohamed Mersal (EGY)    | DNS    |

| Pos | Gruppo B                        | Misura |
| --- | ------------------------------- | ------ |
| 1.  | Christopher Tomlinson (GBR)     | 8.16 m |
| 2.  | Walter Davis (USA)              | 8.14 m |
| 3.  | James Beckford (JAM)            | 8.01 m |
| 4.  | Volodymyr Zyuskov (UKR)         | 8.01 m |
| 5.  | Loúis Tsátoumas (GRC)           | 8.00 m |
| 6.  | Nicola Trentin (ITA)            | 7.85 m |
| 7.  | Vitaliy Shkurlatov (RUS)        | 7.85 m |
| 8.  | Savante Stringfellow (USA)      | 7.83 m |
| 9.  | Nils Winter (DEU)               | 7.80 m |
| 10. | Dimitrios Serelis (GRC)         | 7.75 m |
| 11. | Víctor Castillo (VEN)           | 7.71 m |
| 12. | Abdulrahman Faraj Al-Nubi (QAT) | 7.70 m |
| 13. | Petar Dachev (BGR)              | 7.69 m |
| 14. | Yahya Berrabah (MAR)            | 7.62 m |
| 15. | Lao Jianfeng (CHN)              | 7.43 m |
| 16. | Julien Fivaz (SUI)              | 7.37 m |
| —   | Jonathan Chimier (MRI)          | NM     |
| —   | Iván Pedroso (CUB)              | NM     |

### Finale
| Pos | Atleta                  | Tentativi | Tentativi | Tentativi | Tentativi | Tentativi | Tentativi | Misura | Note |
| Pos | Atleta                  | 1         | 2         | 3         | 4         | 5         | 6         | Misura | Note |
| --- | ----------------------- | --------- | --------- | --------- | --------- | --------- | --------- | ------ | ---- |
| 1   | Dwight Phillips (USA)   | 8.09      | X         | 8.22      | X         | 8.32      | X         | 8.32 m |      |
| 2   | James Beckford (JAM)    | X         | 7.99      | 8.16      | 8.12      | 8.28      | 8.14      | 8.28 m |      |
| 3   | Yago Lamela (ESP)       | 8.04      | X         | 8.12      | 8.16      | 8.22      | X         | 8.22 m |      |
| 4   | Ignisious Gaisah (GHA)  | 8.03      | 8.13      | 7.90      | 8.11      | 7.95      | 7.88      | 8.13 m |      |
| 5   | Hussein Al-Sabee (KSA)  | X         | 7.71      | 8.09      | 7.79      | 8.10      | 7.70      | 8.10 m |      |
| 6   | Volodymyr Zyuskov (UKR) | 8.08      | 7.91      | 7.76      | 7.99      | 8.07      | 7.39      | 8.08 m |      |
| 7   | Walter Davis (USA)      | 7.96      | X         | 7.90      | 7.89      | 7.94      | 8.02      | 8.02 m |      |
| 8   | Osbourne Moxey (BAH)    | 7.87      | 7.93      | 7.89      | 7.81      | 7.93      | X         | 7.93 m |      |
|     |                         |           |           |           |           |           |           |        |      |
| 9   | Chris Tomlinson (GBR)   | X         | X         | 7.93      |           |           |           | 7.93 m |      |
| 10  | Bogdan Tarus (ROU)      | 7.84      | X         | X         |           |           |           | 7.84 m |      |
| 11  | Luis Méliz (CUB)        | X         | 7.51      | 7.73      |           |           |           | 7.73 m |      |
| 12  | Loúis Tsátoumas (GRC)   | X         | X         | 7.72      |           |           |           | 7.72 m |      |